# 双溪水库 (大埔)
双溪水库，位于中华人民共和国广东省大埔县枫朗镇（原属双溪乡），是梅潭河中游的一座中型水库，水库以发电为主，兼有防洪、灌溉和供水等多种功能，于1994年11月1日动工兴建，1997年12月30日竣工。总库容9460万立方米。拦河坝为碾压混凝土重力坝，最大坝高52.2米，坝长220.6米。电站装机容量3.6万千瓦，年发电量9270万千瓦时。